# Radetzkybrücke (Graz)
Die Radetzkybrücke ist eine Straßenbrücke aus dem Jahre 1898 über die Mur in Graz, Österreich. Sie verbindet die Stadtteile Innere Stadt und Gries und ist Teil des UNESCO-Weltkulturerbes Stadt Graz – Historisches Zentrum und Schloss Eggenberg. Die Brücke steht unter Denkmalschutz (Listeneintrag).

## Geschichte
Als ab 1786 die Jakomini-Vorstadt in Graz errichtet wurde, wurde eine weitere Brücke über die Mur zur besseren Verbindung mit dem Bezirk Gries benötigt. Bis dahin dienten Fähren zur Überfuhr. So entstand 1787 die „Neue Brücke“ als Vorläuferin der heutigen Radetzkybrücke. Sie war aus Holz gefertigt. 1827 wurde das Bauwerk vom Hochwasser zerstört. Die Folgelösung war jedoch unbefriedigend. Die Fußgängerzugänge von der Gries-Seite wurden als nicht praktikabel angesehen. Es wurde beantragt, dass eine neue Brücke nicht mehr aus Holz bestehen möge, sondern aus „Stein und Eisen“ (Grazer Volksblatt 1888). Nicht nur der Fußweg, sondern auch die Fahrbahn sollten von 6,20 m auf 7 m verbreitert werden; so wurde es auf der Gemeinderatssitzung am 11. April 1892 beschlossen. Der Baubeginn wurde für das Frühjahr des Jahres 1894 festgesetzt.
Bevor mit dem Neubau begonnen werden konnte, wurde die hölzerne, alte Brücke 1893 noch einmal mit neuen Dielen versehen, weil die Bausumme von 130.000 fl. erst für die Bauperiode 1894 bis 1895 bereitstand. Der Bau wurde bereits im Vorfeld teurer als veranschlagt. Die Gemeinde Graz zahlte zusätzlich 44.000 fl. in zwei Jahresraten à 22.000 fl. und wurde dafür von einer Beitragsleistung zur Erhaltung des neuen Objektes für immer enthoben.

## Heutige Brücke
In den Jahren 1897/1898 wurde schließlich die heutige Radetzkybrücke aus Stahl errichtet. Die Gesamtkosten von 160.542 Gulden wurden zu je einem Drittel vom Staat Österreich, vom Land Steiermark und von der Stadtgemeinde Graz getragen. Als Konstruktion kam ein Durchlaufträger mit einer Mittelstütze zur Anwendung. Der aus Stein gemauerte Mittelpfeiler wurde mit Luftdruck in 7 m Tiefe auf Schotter gegründet. Die landseitigen Fundamente reichen bis in 3 m Tiefe. Die Tiefbauarbeiten oblagen der Firma Bauunternehmen Brüder Redlich und Berger, Entwurf und Ausführung der Eisenkonstruktion der Österreichischen Alpinen Montage(ge)sellschaft. Zur Belastungsberechnung wurden folgende Werte zugrunde gelegt: eine Fahrbahnbelastung durch einen Lastwagen von 20 Tonnen Gewicht, umgeben von Wagen mit 12 Tonnen Gewicht, zusätzlich auf den Gehwegen eine Belastung durch Menschen mit 460 kg pro Quadratmeter. Schließlich wurde die Radetzkybrücke am 13. August 1898 als vierte eiserne Brücke in Graz „dem Verkehre übergeben.“ (Karl Holzmaier: Arbeiterwille )
1994 wurden die Brücke renoviert. Dabei erhielt die Brücke vier Leuchtpylone in Form schlanker, schräg aufgeschnittener Zylinder und wurde, um einen Kfz-Fahrstreifen zu gewinnen, auf der flussabwärts gelegen, südliche Seite, um einen Geh- und Radweg auf einem eigenen Tragwerk verbreitert.
Unter der Brücke befindet sich Österreichs älteste Welle für Wellenreiter.